# 1700-talet (decennium)

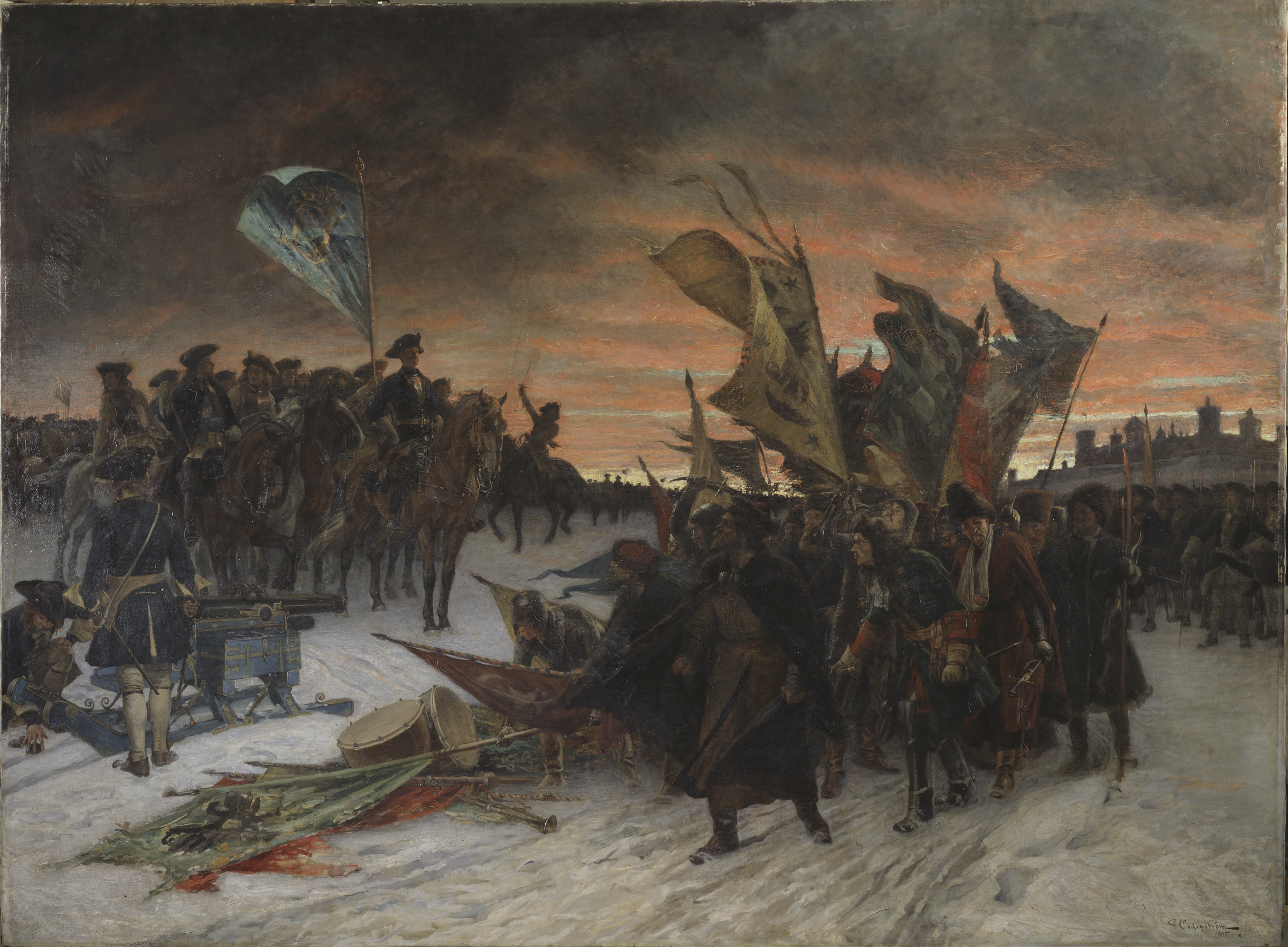
Stora nordiska kriget började år 1700.

## Händelser
- 1700–1721 - Stora nordiska kriget.

## Födda
- 1703 - Cajsa Warg, svensk kokboksförfattare.
- 1707 - Carl von Linné, svensk botanist.

## Avlidna
- 27 september 1700 – Innocentius XII, påve.
- 1 november 1700 – Karl II av Spanien, kung av Spanien.
- 16 september 1701 – Jakob II av England, kung av England, kung av Irland och kung av Skottland.
- 15 juni 1704 – Anna Eriksdotter, sista människan som avrättades för häxeri i Sverige.
- 9 december 1706 – Peter II av Portugal, kung av Portugal.
- 11 november 1708 – Hedvig Sofia av Sverige, prinsessa av Sverige.